# Мормонская война 1838 года
Мормонская война в Миссури (англ. Missouori Mormon War), или Мормонская война 1838 года — название, которое чаще всего используется историками для конфликта, вспыхнувшего в 1838 году между мормонами и их соседями в штате Миссури.

## История
Конфликту предшествовало изгнание мормонов из округа Джэксон в штате Миссури в 1833 году. До этого, в 1831 году, Джозеф Смит объявил, что на территории округа находился библейский Эдем, и что мормоны должны основать здесь город Сион. Однако «старые поселенцы» (немормоны) были возмущены быстрым ростом влияния мормонской общины и их иными обычаями. В отличие от местных жителей, в основном южан по происхождению и рабовладельцев, большинство мормонов в Миссури было выходцами с севера, они не имели рабов, поддерживали аболиционизм и верили в божественное спасение индейцев, которых они, согласно Книге Мормона, называли ламанийцами.
Все конфликты в рамках Мормонской войны 1838 года произошли на территории узкого коридора длиной в 160 км к востоку и северо-востоку от Канзас-Сити. Конфликт продолжался с 6 августа (бой во время выборов в Гэллэтине) по 1 ноября 1838 года, когда Джозеф Смит капитулировал в г. Фар-Уэст. Жертвами конфликта стали 22 человека (3 мормона и 1 немормон при реке Крукд и 18 мормонов при Хонз-Милл).
Штат Миссури обвинил мормонов в разжигании конфликта и вынудил их продать все свои земли, чтобы возместить расходы на сбор военного ополчения штата. Лишённые собственности, мормоны получили срок в несколько месяцев, чтобы покинуть штат. Большинство беженцев направились на восток, в Иллинойс, где им помогли обитатели города Квинси. Крупная группа мормонов основала в Иллинойсе новый город Наву. Джозеф Смит-младший, Сидней Ригдон и ряд других церковных лидеров попали под суд. Благодаря усилиям адвокатов Смита и Ригдона (среди которых был Александр Донифан) власти решили не проводить над ними открытый процесс, где они могли быть оправданы, а позволили им бежать в Иллинойс, где они присоединились к своим сторонникам.